# Paravolvulus
Paravolvulus (лат.) — род жуков-карапузиков из подсемейства Saprininae (Histeridae).

## Распространение
Ближний Восток (Иордания, Ирак, Иран), Центральная Азия (Афганистан, Кыргызстан). Пустыни и полупустыни.

## Описание
Мелкие жуки-карапузики, коричневые до чёрного (надкрылья с красными пятнами), тело овальной формы, выпуклое, длина около 3 мм. Лобная бороздка развита, почти прямая. От прочих Saprininae отличается строением лобных бороздок и наличием красных пятен на надкрыльях и латеральных пронотальных бороздок. Предположительно псаммофилы. Впервые выделен советским энтомологом Акселем Николаевичем Рейхардтом (1891—1942) в качестве подрода в составе рода Hypocacculus.

## Виды
Более 10 видов. Некоторые виды рода:
- Paravolvulus assimilis  Kryzhanovskij, 1987
- Paravolvulus binaevulus  (Reitter, 1887)
- Paravolvulus fausti  (Schmidt, 1885a)
- Paravolvulus laterimargo
- Paravolvulus lateristrius  (Solskij, 1876)
- Paravolvulus massagetus
- Paravolvulus occidentalis  Mazur, 1981
- Paravolvulus offensus
- Paravolvulus ovillum (Solskij, 1876)
- Paravolvulus refector  (Reitter, 1904)
- Paravolvulus syphax  (Reitter, 1904)
- другие виды